# 人體圖像合成
人像合成是一种可以逼真再现静止或移动的人类肖像的技术。該技術自21世纪初以就已存在。许多使用计算机生成图像的电影都采用了数字方式合成人像。2010年代以來，人像合成開始引入深度学习和人工智能技術。